# Ingo Bellmann
Ingo Bellmann (30. prosince 1949 Praha – 13. července 2012 Praha) byl český matematik analytik, podnikatel, zároveň hudebník, zpěvák, kytarista a hudební skladatel, zakladatel skupiny Jablkoň.

## Život a dílo
Pocházel ze starého pražského rodu, jehož jméno nosily i známé osobnosti, například dvorní zvonař Karel Bellmann, či nakladatel, tiskař, fotograf a mecenáš výtvarného umění Karel Ferdinand Bellmann.
Od dětství se věnoval hře na kytaru. Vystudoval gymnázium, ČVUT a hru na klasickou kytaru u profesora Milana Tesaře na pražské Lidové konzervatoři. 
V roce 1977 založil s Michalem Němcem a Ivanem Podobským Jablkoň - alternativní hudební skupinu žánrově posazenou mezi jazzem, rockem a soudobou vážnou hudbou, která se proslavila především díky hudebním experimentům. Začátky kapely jsou spojeny se spoluprací s Jazzovou sekcí. Koncem osmdesátých let skupina navázala pravidelnou spolupráci s houslovým virtuosem Jaroslavem Svěceným a následně i s Českým symfonickým orchestrem. Po sametové revoluci koncertovala především v zahraničí. 
Ingo Bellmann ze skupiny odešel v roce 1994. Poté se věnoval především obchodu a podnikatelské činnosti. Zemřel náhle, pochován je na pražských Olšanských hřbitovech v rodinné hrobce.